# Тилігульський лиман
Тилігу́льський лима́н, або Тилігул — лиман на півдні України (на територіях Одеської області та Миколаївської області). Назва походить від тур. Deli Göl — «буйне озеро». Лиман є старим річищем Тилігулу. Утворився через затоплення морем пониззя річки. Відмежування від моря відбулося в XVIII — XIX -му сторіччях. На початок XXI сторіччя лиман відокремлений від моря піщаним пересипом завширшки близько 7 км, завдовжки — 4 км. Пересип покритий солончаками і дрібними солоними озерами. Лиман має періодичний зв'язок із морем через вузький канал, тому рівень води в лимані відповідає рівню моря.
На пересипі лиману та прилеглій акваторії створено орнітологічний заказник місцевого значення «Тилігульський пересип», у середній частині лиману — орнітологічний заказник загальнодержавного значення «Коса Стрілка».

## Виникнення лиману

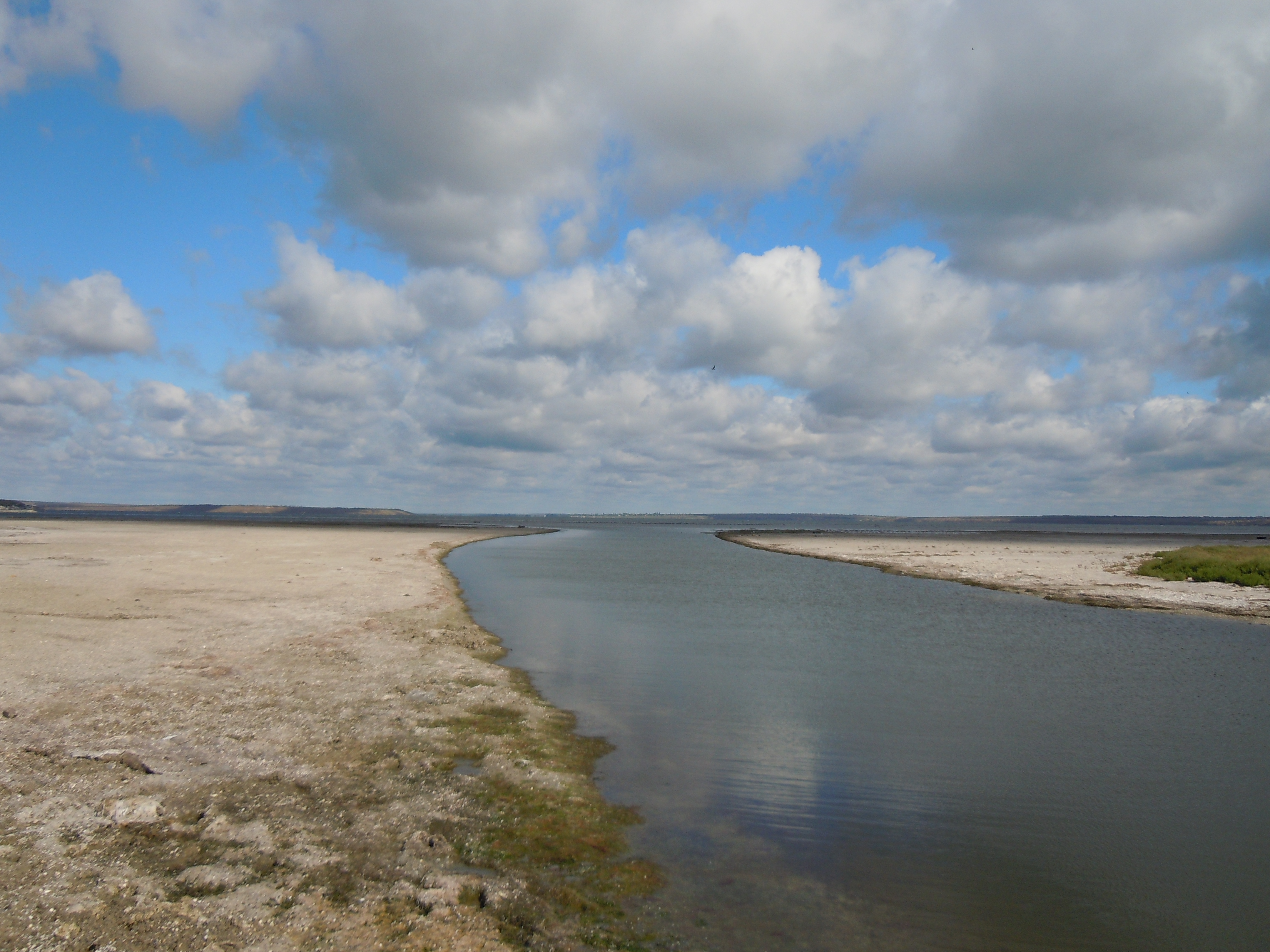
Канал, що поєднує лиман із морем

Тилігульський лиман виник через зміну клімату, що став посушливішим. Через це повноводна річка Тилігул поступово обміліла, а в пониззі стала замулюватись. Так виник Тилігульський пересип шириною близько 4 і довжиною до 7 км.

## Флора і фауна

### Фітопланктон
У Тилігульскому лимані відзначено 118 видів і внутрішньовидових таксонів мікроводоростей. Із них: Діатомових — 51, Дінофітових — 31, Зелених — 13, Золотистих — 8, Синєзелених — 7, Кріптофітових — 6, Евгленових — 2.

### Зоопланктон
Наразі в лимані реєструють 20 таксонів зоопланктону. Найчисельнішими є веслоногі ракоподібні Acartia clausi і Calanipeda aqua-dulcis.

### Іхтіофауна
У різні роки в лимані відзначалось до 63 видів риб, серед яких 7 видів-вселенців. Промисел завжди базувався на бичках, атерині та тюльці. До 1979 р. в окремі роки в значній кількості відловлювали тарань, судак, короп звичайний, карась. Наразі в лиман через водозапускний канал заходить піленгас, якого відловлюють на рівні з атериною і бичками.

## Канал «Тилігульський лиман— Чорне море»

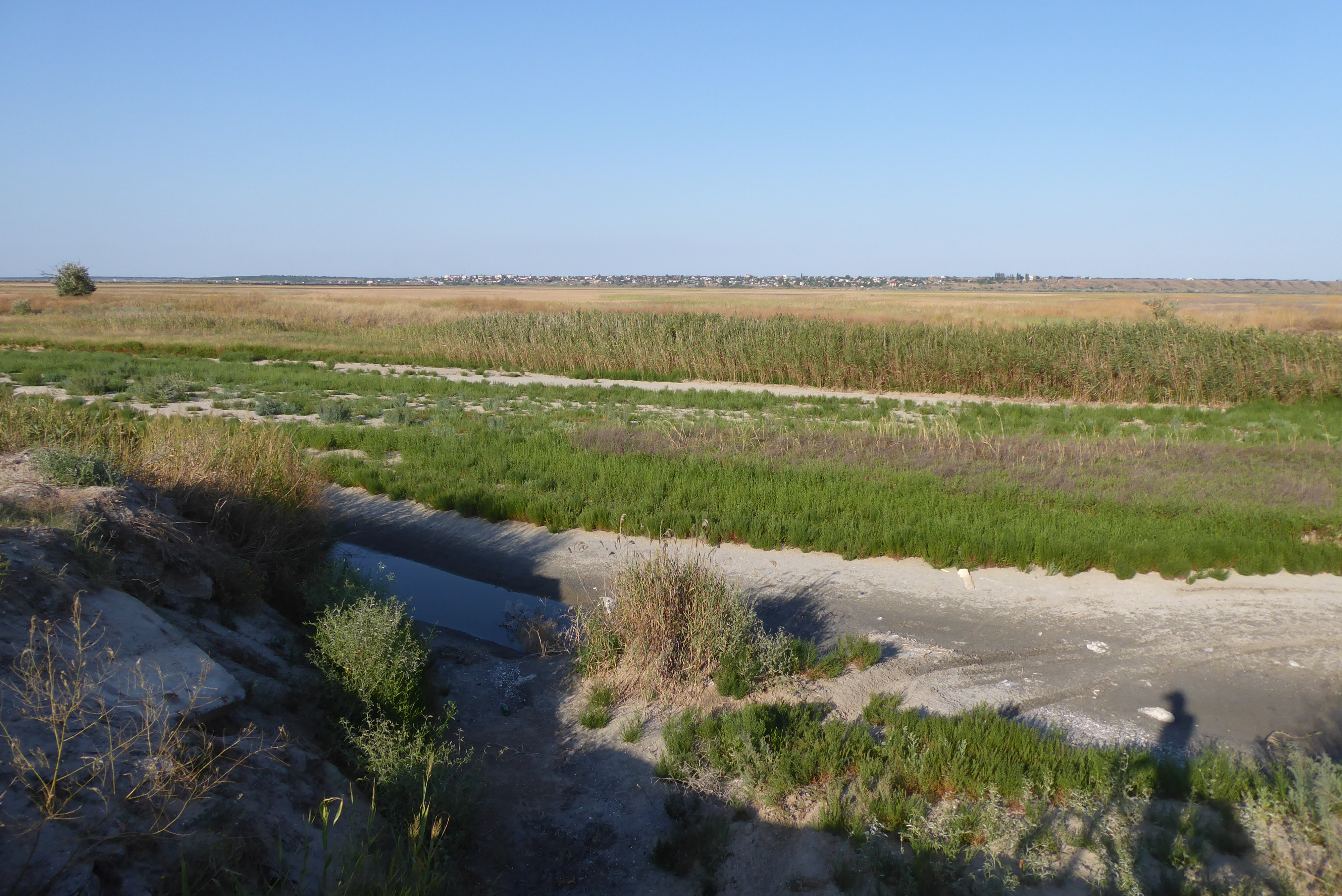
Пересохлий канал у 2017 році, до розчистки

У жовтні 2016 року почалось відновлення каналу, що з'єднує лиман із Чорним морем. Також біля моря побудований шлюз із пішохідним мостом, яким можна перейти між Одеською та Миколаївською областями.

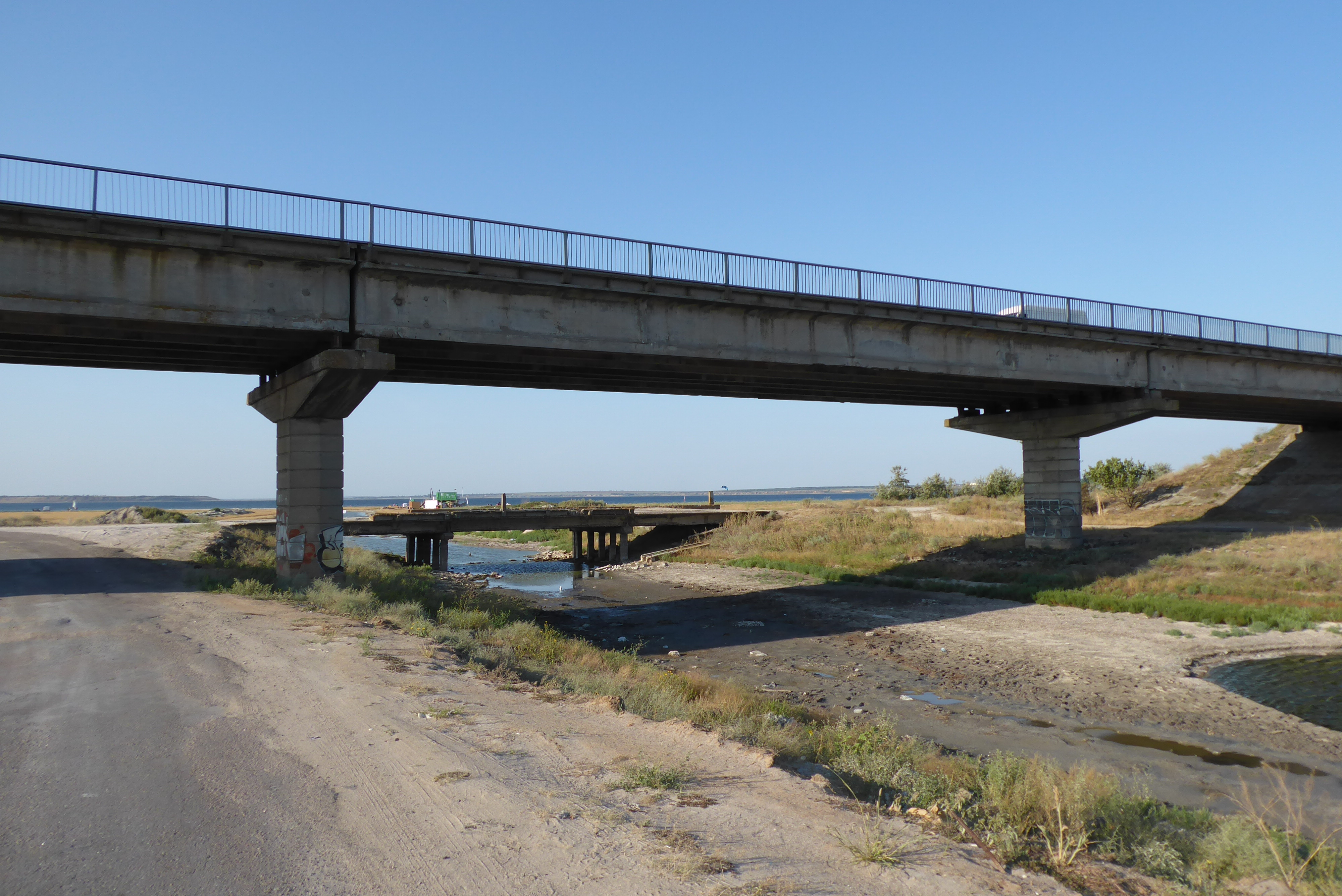
Пересохлий канал під трасою, до розчистки

28 грудня 2017 року Тилігульський лиман був з'єднаний із Чорним морем каналом, почалось наповнення лиману морською водою. Наповнення триватиме до квітня 2018 року.
Також планується розчищення каналу, щоб забезпечити прохід невеликих човнів. Канал дозволить зменшити солоність води у Тилігульському лимані з понад 30 ‰ (у 2017 році) до морських 16 ‰. Також це врятує лиман від пересихання, а рибу від високої солоності.

## Туризм
На берегах лиману знаходяться численні дачні масиви (на західному березі). Дно лиману подекуди вкрите чорним мулом, що має лікувальні властивості. Запаси лікувальної грязі тут становлять 14 млн т.
На узбережжі біля сіл Українка і Кордон розташовані туристичні комплекси «Устриці Скіфії» і «Ойстервіль», із рестораном, пляжем та устричною фермою. Оскільки солоність лиману ідеально підходить для росту устриць, тут із 2014 року почали розвивати марикультуру, а також дорощувати устриць.
На західному березі лиману розташоване село Курісове, де є пам'ятка історії державного значення — Палац-Садиба Курісів.
|                                                                                            |
| Туристичний комплекс із рестораном та устричною фермою в с. Українка, Миколаївська область |

|                                                                                     |
| Туристичний комплекс із рестораном та устричною фермою в с. Кордон, Одеська область |

|                                   |
| Палац-Садиба Курісів, с. Курісове |